# Калвин и Хобс
Калвин и Хобс је био амерички дневни хумористички стрип аутора Била Вотерсона. Стрип се бавио доживљајима шестогодишњег дечака Калвина и његовог плишаног, али за Калвина живог, тигра Хобса. Стрип је почео са излажењем 18. новембра 1985, а угасио се 31. децембра 1995. Стрип је излазио (а неки још га увек објављују, наравно старе стрипове јер нових више нема) у око 2400 новина и часописа широм света, преведен је на готово све најважније светске језике укључујући и српски, а објављено је и 18 колекција стрипова у виду књиге. Многи љубитељи стрипа га сматрају за најбољи кратки хумористички стрип свих времена. Личности у стрипу назване су по једном од лидера протестантске Реформације Жану Калвину и филозофу Томасу Хобсу.

## Ликови
- Калвин (презиме му никад није споменуто) је добио име по познатом теологу из XVI века Жану Калвину, оснивачу калвинизма. Калвин има плаву косу са карактеристичном чупкастом фризуром и често носи црвену мајицу на пруге. Он је веома маштовит, интелигентан, радознао, али понекад и себичан. Сам Вотерсон каже за њега да је исувише интелигентан за своје године. Упркос томе, школа му никако не иде. Најдража играчка му је плишани тигар по имену Хобс, који је у Калвиновој машти жив, и најчешће је тако и приказиван. Показује велико интересовање за диносаурусе. У својој дечјој машти виђењу ствари он не разуме да много тога што он сматра да је нормално, или прихватљиво, у ствари није. То доноси велике проблеме њему и његовим родитељима, али је и засмејавало читаоце пуних десет година.

- Хобс је Калвинов плишани тигар и, у Калвиновој машти, много више од тога: пре свега најбољи друг и верни компањон. Као и Калвин, и он је добио име по филозофу: у питању је Томас Хобс. За све друге, Хобс је само плишана играчка, из Калвиновог угла он је жив тигар који је дупло виши од Калвина, има помало филозофски поглед на свет, не преза да зачикава Калвина или се баци на њега кад се овај враћа из школе, а у себи има и нагоне карактеристичне за једног тигра. Калвин га понекад пита за савет, на шта он одговара на свој специфичан начин.

- Калвинови родитељи су брачни пар, око тридесетих година, којима имена никад нису обелодањена. Отац ради у једној фирми и често објашњава Калвину на свој начин неке ствари за које мисли да је сувише млад да би му рекао праву истину. Калвинова мајка је домаћица. Калвин их често доводи до лудила својим несташлуцима, али се све заврши казном за Калвина или, у најбољем случају, помирењем.

- Сузи Деркинс је девојчица из комшилука која иде са Калвином у разред. Између њих двоје се изродила нека врста љубави, мада то обоје нису хтели да признају ни себи ни једно другом. Сузи је сушта супротност Калвину и има све оно што он нема. Чести гег у стрипу се састоји у томе да током ручка у школи Калвин седне крај Сузи и покушава да јој згади ручак, из чисте забаве или да би дошао до њеног ручка. Најчешће јој говори како има мртве бубе за ручак и слично.

- Госпођа Вормвуд (превођена као Црводрвић) је Калвинова учитељица старијих година. И њој су страдали живци, наводно због Калвина, па је постала алкохоличар и пушач. Често каже како једва чека пензију.

- Розалин је студенткиња која, да би зарадила за студије, ради као бебиситерка. Она је једина која пристане да чува Калвина када његови родитељи негде оду. Једина је особа које се Калвин плаши. Вечери у којима добије задатак да чува Калвина се често завршавају белајима сваке врсте.

- Мо је школски силеџија. С обзиром да је већи и јачи од Калвина, често му отима паре за ужину. Вотерсон га описује као „било ког кретена кога сам познавао“. Калвин зазире од расправе са њим, јер, како каже, „није згодно улазити у расправу са шестогодишњаком који се брије“.